# Helena D'Algy
Helena D'Algy, nome d'arte di Antonia Lozano Guedes Infante (Lisbona, 18 giugno 1906 – 1992), è stata un'attrice portoghese.

## Biografia
Helena D'Algy apparve in venti film, in maggioranza muti, girati tanto a Hollywood che in Europa, a cominciare da Lend Me Your Husband (1924) per finire con la commedia musicale Melodía de arrabal, del 1933, insieme con il cantante argentino Carlos Gardel. Con Rodolfo Valentino e con il fratello Tony D'Algy aveva recitato nel 1924 in Notte nuziale. 
S'ignora il luogo e la data della sua morte. Nel 1991 era ancora viva, come testimonia Imagenes perdidas, un documentario spagnolo girato in quell'anno, nel quale appare intervistata nella sua casa di Madrid. 

## Filmografia parziale

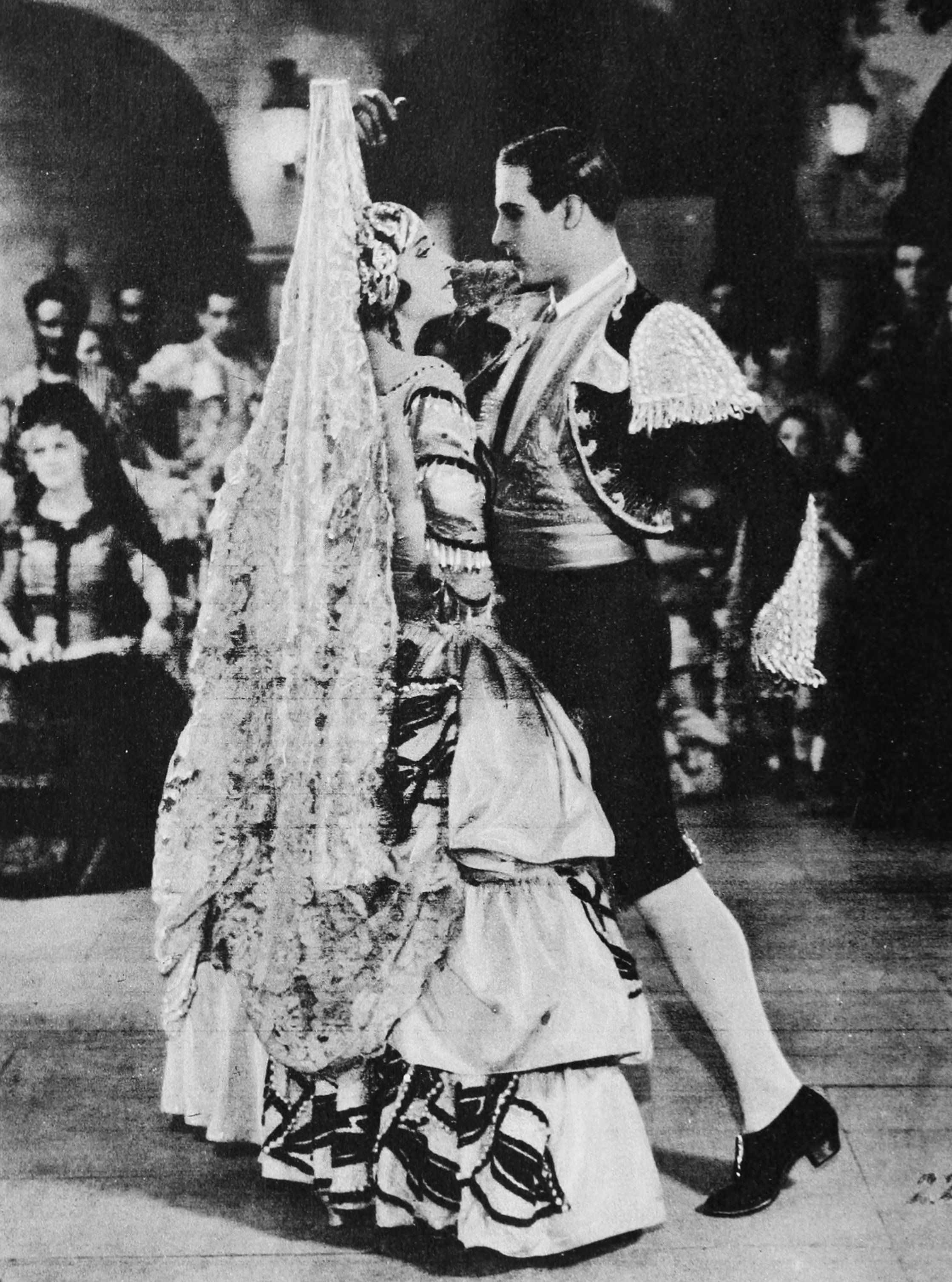
Con Rodolfo Valentino in Notte nuziale

- Lend Me Your Husband, regia di Christy Cabanne (1924)
- Notte nuziale (A Sainted Devil), regia di Joseph Henabery (1924)
- La mosca nera (Pretty Ladies), regia di Monta Bell (1925)
- Il babbo andò a Parigi (Daddy’s Gone A’Hunting), regia di Frank Borzage (1925)
- Confessions of a Queen  (1925)
- Don Giovanni e Lucrezia Borgia (Don Juan), regia di Alan Crosland (1926)
- Siberia, regia di Victor Schertzinger (1926)
- The Cowboy and the Countness  (1926)
- The Silver Treasure (1926)
- Il delizioso peccatore (The Exquisite Sinner), regia di Josef von Sternberg, Phil Rosen (1926)
- Raza de hidalgos (1927)
- La prima notte (1931)
- Entre noche y día (1932)
- Melodía de arrabal (1933)